# Adıyaman (Provinz)
Adıyaman (kurdisch Semsûr) ist eine Provinz im Südosten der Türkei. Sie ist umgeben von den Provinzen Malatya, Kahramanmaraş, Gaziantep, Şanlıurfa und Diyarbakır. Die Provinz Adıyaman ist 7337 km² groß.

## Lage
Adıyaman liegt im südöstlichen Kleinasien. Das Gebiet ist sehr gebirgig, zu den Erhebungen gehört der Berg Nemrut. Die Grenze zur Provinz Şanlıurfa bildet der Euphrat, der hier zum Atatürk-Stausee, dem wasserreichsten Stausee der Türkei gestaut ist.

## Verwaltungsgliederung
Die Provinz Adıyaman besteht aus den neun Landkreisen (İlçe):
- Adıyaman
- Besni (kurdisch Bêsnî)
- Çelikhan (kurdisch Çêlikan)
- Gerger (Aramäisch: Gargar: ܓܪܓܪ) (kurdisch Aldûş)
- Gölbaşı (kurdisch Serê Golan)
- Kâhta (Aramäisch: Kahta: ܟܚܬܐ) (kurdisch Kolik)
- Samsat (Aramäisch: Şmişat: ܫܡܝܫܛ) (kurdisch Semsat)
- Sincik (kurdisch Sinciq)
- Tut (Aramäisch: Tutho: ܬܘܬܐ) (kurdisch Tût)

| Kreis- code 1       | Landkreis (İlçe)    | Fläche 2 (km²) | Bevölkerung (2024) 3 | Bevölkerung (2024) 3       | Anzahl der Einheiten   | Anzahl der Einheiten  | Anzahl der Einheiten | Bevölke- rungs- dichte (Ew./km²) | städt. Anteil (in %) | Sex Ratio 4 | Grün- dungs- datum 5, 6 | Quelle |
| Kreis- code 1       | Landkreis (İlçe)    | Fläche 2 (km²) | Landkreis (İlçe)     | Verwal- tungssitz (Merkez) | Gemein- den (Belediye) | Stadt- viertel (Mah.) | Dörfer (Köy)         | Bevölke- rungs- dichte (Ew./km²) | städt. Anteil (in %) | Sex Ratio 4 | Grün- dungs- datum 5, 6 | Quelle |
| ------------------- | ------------------- | -------------- | -------------------- | -------------------------- | ---------------------- | --------------------- | -------------------- | -------------------------------- | -------------------- | ----------- | ----------------------- | ------ |
| 1105                | Adıyaman Merkez     | 1.814          | 290.883              | 233.783                    | 3                      | 49                    | 135                  | 160,4                            | 81,52                | 986         | 1954                    | [ 3 ]  |
| 1182                | Besni               | 1.235          | 75.849               | 38.003                     | 6                      | 37                    | 67                   | 61,4                             | 63,11                | 969         |                         | [ 4 ]  |
| 1246                | Çelikhan            | 444            | 14.641               | 8.581                      | 2                      | 17                    | 20                   | 33,0                             | 80,34                | 943         | 1954                    | [ 5 ]  |
| 1347                | Gerger              | 668            | 15.052               | 2.826                      | 1                      | 4                     | 45                   | 22,5                             | 18,77                | 959         | 1954                    | [ 6 ]  |
| 1354                | Gölbaşı             | 800            | 47.983               | 31.663                     | 4                      | 17                    | 30                   | 60,0                             | 77,58                | 983         | 1958                    | [ 7 ]  |
| 1425                | Kâhta               | 1.274          | 134.524              | 95.518                     | 3                      | 25                    | 102                  | 105,6                            | 73,60                | 962         |                         | [ 8 ]  |
| 1592                | Samsat              | 319            | 6.756                | 3.777                      | 1                      | 4                     | 16                   | 21,2                             | 55,91                | 930         | 1960                    | [ 9 ]  |
| 1985                | Sincik              | 495            | 16.016               | 5.396                      | 2                      | 15                    | 24                   | 32,4                             | 45,60                | 959         | 1990                    | [ 10 ] |
| 1989                | Tut                 | 290            | 9.333                | 3.448                      | 1                      | 7                     | 14                   | 32,2                             | 36,94                | 918         | 1990                    | [ 11 ] |
| PROVINZ 02 Adıyaman | PROVINZ 02 Adıyaman | 7.337          | 611.037              |                            | 23                     | 175                   | 453                  | 83,3                             | 73,70                | 974         |                         |        |

### Städte
In der Provinz gibt es 23 Städte (Belediye/Belde). Nachfolgende Tabelle zeigt deren Einwohnerzahlen Ende 2020. Die Liste wird erweitert durch die dazugehörigen Landkreise, die Anzahl der Stadtviertel (Mahalle) und die zur Kommunalwahl gewählten Bürgermeister (mit Parteizugehörigkeit). Farblich unterlegt sind die Hauptorte (Merkez) der Landkreise.
| Stadt         | Landkreis | Einwohner 2020 | Anzahl Mahalle | Bürgermeister (Partei)         |
| ------------- | --------- | -------------- | -------------- | ------------------------------ |
| Adiyaman      | Merkez    | 263.790        | 33             | Süleyman Kılınç (AKP)          |
| Akincilar     | Kahta     | 1.692          | 4              | İsmet Çetinkaya (AKP)          |
| Balkar        | Gölbasi   | 2.080          | 2              | Orhan Orhan (AKP)              |
| Belören       | Gölbasi   | 2.031          | 2              | Mahmut Turan (AKP)             |
| Besni         | Besni     | 36.476         | 13             | Eyyüp Mehmet Emre (AKP)        |
| Bölükyayla    | Kahta     | 2.193          | 4              | Gaffari Akkuş (MHP)            |
| Çakirhüyük    | Besni     | 1.861          | 5              | Miktat Çetin (MHP)             |
| Çelikhan      | Çelikhan  | 8.556          | 9              | Mustafa Bulut (AKP)            |
| Gerger        | Gerger    | 2.852          | 4              | Erkan Aksoy (AKP)              |
| Gölbasi       | Gölbasi   | 33.263         | 9              | İskender Yıldırım (CHP)        |
| Harmanli      | Gölbasi   | 1.595          | 4              | Ahmet Değirmenci (CHP)         |
| Inlice        | Sincik    | 2.289          | 7              | Abubekir Ümürhan (MHP)         |
| Kahta         | Kahta     | 84.060         | 17             | İbrahim Yusuf Turanlı (SAADET) |
| 00Kesmetepe00 | Besni     | 1.636          | 6              | Hasan Koca (CHP)               |
| Kömür         | Merkez    | 3.159          | 10             | Erkan Karakaş (HDP)            |
| Köseceli      | Besni     | 2.049          | 4              | Kerim Durğut (AKP)             |
| Pinarbasi     | Çelikhan  | 3.277          | 8              | Mahmut Alan (CHP)              |
| Sambayat      | Besni     | 3.583          | 6              | Nejdet Arici (CHP)             |
| Samsat        | Samsat    | 4.401          | 4              | Halil Fırat (CHP)              |
| Sincik        | Sincik    | 4.314          | 7              | Mehmet Buz (BAGIMSIZ)          |
| Suvarli       | Besni     | 2.020          | 3              | Mikail Ağir (İYİ)              |
| Tut           | Tut       | 3.453          | 7              | Mehmet Kılıç (AKP)             |
| Yaylakonak    | Merkez    | 1.786          | 6              | Abuzer Aydın (CHP)             |

## Bevölkerung
Die Bevölkerung setzt sich aus Türken und Kurden zusammen.
Zum Zensus 2011 betrug das Durchschnittsalter in der Provinz 24,1 Jahre (Landesdurchschnitt: 29,6), wobei die weibliche Bevölkerung durchschnittlich 0,8 Jahre älter als die männliche war (24,5 – 23,7). Nachfolgende Tabelle zeigt die jährliche Bevölkerungsentwicklung am Jahresende nach der Fortschreibung durch das 2007 eingeführte adressierbare Einwohnerregister (ADNKS). Außerdem sind die Bevölkerungswachstumsrate und das Geschlechterverhältnis (Sex Ratio d. h. Anzahl der Frauen pro 1000 Männer) aufgeführt. Der Zensus von 2011 ermittelte 594.163 Einwohner, das sind knapp 30.000 Einwohner weniger als beim Zensus 2000.
| Jahr  | Bevölkerung am Jahresende | Bevölkerung am Jahresende | Bevölkerung am Jahresende | Wachstums- rate der Be- völkerung (in %) | Geschlechter- verhältnis (Frauen auf 1000 Männer) | Rang (unter den 81 Provinzen) |
| Jahr  | gesamt                    | männlich                  | weiblich                  | Wachstums- rate der Be- völkerung (in %) | Geschlechter- verhältnis (Frauen auf 1000 Männer) | Rang (unter den 81 Provinzen) |
| ----- | ------------------------- | ------------------------- | ------------------------- | ---------------------------------------- | ------------------------------------------------- | ----------------------------- |
| 2024  | 611.037                   | 309.540                   | 301.497                   | 1,00                                     | 974                                               | 35                            |
| 2023  | 604.978                   | 306.779                   | 298.199                   | - 4,75                                   | 972                                               | 35                            |
| 2022  | 635.169                   | 320.177                   | 314.992                   | 0,48                                     | 984                                               | 32                            |
| 2021  | 632.148                   | 318.619                   | 313.529                   | - 0,05                                   | 984                                               | 33                            |
| 2020  | 632.459                   | 318.755                   | 313.704                   | 0,96                                     | 984                                               | 33                            |
| 2019  | 626.465                   | 316.112                   | 310.353                   | 0,31                                     | 982                                               | 33                            |
| 2018  | 624.513                   | 314.998                   | 309.515                   | 1,53                                     | 983                                               | 33                            |
| 2017  | 615.076                   | 309.551                   | 305.525                   | 0,75                                     | 987                                               | 33                            |
| 2016  | 610.484                   | 307.662                   | 302.822                   | 1,28                                     | 984                                               | 33                            |
| 2015  | 602.774                   | 303.163                   | 299.611                   | 0,83                                     | 988                                               | 33                            |
| 2014  | 597.835                   | 299.846                   | 297.989                   | 0,11                                     | 994                                               | 33                            |
| 2013  | 597.184                   | 299.963                   | 297.221                   | 0,32                                     | 991                                               | 35                            |
| 2012  | 595.261                   | 298.737                   | 296.524                   | 0,22                                     | 993                                               | 35                            |
| 2011  | 593.931                   | 298.204                   | 295.727                   | 0,51                                     | 992                                               | 35                            |
| 2010  | 590.935                   | 294.920                   | 296.015                   | 0,42                                     | 1004                                              | 35                            |
| 2009  | 588.475                   | 294.213                   | 294.262                   | 0,58                                     | 1000                                              | 35                            |
| 2008  | 585.067                   | 291.660                   | 293.407                   | 0,40                                     | 1006                                              | 35                            |
| 2007  | 582.762                   | 288.615                   | 294.147                   | —                                        | 1019                                              | 36                            |
| 20001 | 623.811                   | 313.362                   | 310.449                   |                                          | 991                                               | 35                            |

1 Zensus 2000

## Geschichte
- 3000–1200 v. Chr.: Hurriter und Hethiter
- 1200–750 v. Chr.: Assyrer
- 750–600 v. Chr.: Phryger
- 600–334 v. Chr.: Meder und Perser
- 334– v. Chr.: Makedonien
- 163 v. Chr.–72 n. Chr.: Reich von Kommagene
- 72–395: Römer
- 395–670: Byzantiner
- 670–758: Umayyaden
- 758–926: Abbasiden
- 926–958: Hamdaniden
- 958–1114: Byzantiner
- 1114–1204: Ayyubiden
- 1204–1298: Sultanat der Rum-Seldschuken
- 1298–1516: Mamluken
- 1516–1923: Osmanen
- 1923–heute: Türkische Republik

## Etymologie

### Herkunft des Namens „Adıyaman“
Es gibt mindestens zwei Erzählungen über die Herkunft des türkischen Namens der Stadt Adıyaman, die der Provinz ihren Namen gibt, sowie eine zum kurdischen Namen.
- Um Adıyaman herum soll es einst fruchtbare Täler gegeben haben. Daher rührt der Name Vadi i Leman, was „Schönes Tal“ heißt. Daraus entstand der heutige Name.
- In einer Stadt, die Farrin oder Perrhe hieß, soll es einen Mann gegeben haben, der Götzen anbetete. Dieser Mann hatte sieben Söhne, die eines Tages, als der Vater nicht da war, im Namen des einzigen Gottes die Götzen zerstörten. Als der Vater davon erfuhr, brachte er all seine Söhne um. Daraufhin wurde in Farrin ein Kloster zu Ehren der Söhne errichtet. Seitdem hieß die Stadt Yedi Yaman, was die „Tapferen Sieben“ heißt. Daraus wurde dann Adıyaman.
- Mitten in der Stadt steht eine Burg, deren Name Hısn-ı Mansur auf Deutsch „Mansurs Burg“ bedeutet. Bei Mansur könnte es sich um den abbasidischen Kalifen Al-Mansur handeln, oder um einen Kommandanten der arabischen Umayyaden, die im 7. Jahrhundert hier eindrangen. Der Name Hısn-ı Mansur wurde von den Leuten Hüsnü Mansur ausgesprochen und ist im Volksmund immer noch der Name dieser Provinz. Das kurdische Semsur ist davon abgeleitet.

1926 wurde der Provinzname von Hısn-ı Mansur bzw. Hüsnü Mansur in Adıyaman geändert.

## Wirtschaft
Landwirtschaft ist in der Region sehr verbreitet. Die weiteren Einnahmequellen sind die Erdölförderung sowie der Tourismus.

## Sehenswürdigkeiten
Archäologische Stätten:
- Die Ruinen vom Berg Nemrut – Kâhta/Karadut
- Die Ruinen von Arsameia am Nymphaios und der Grabhügel Karakuş – Kahta/Kocahisar
- Die Überreste von Eski Besni (Alt-Besni)
- Die Ruinen von Perrhe – im Ortsteil Örenli im Norden von Adıyaman
- Die römische Chabinas-Brücke über den Cendere Çayı bei Kahta
- Die beiden Tumuli von Sofraz bei Üçgöz
- Der Grabhügel Sesönk südlich von Besni
- Das Archäologische Museum im Zentrum von Adıyaman

Festspiele:
- Zuckermelonenfest in Besni 1. Juni–15. Juni
- Internationales Kahta Kommagene Festival in Kâhta 25. Juli–27. Juli
- Traubenfest in Gölbaşı 29. September–1. Oktober
- Erziehungs und Kultur Festival in Besni 22. September–24. September
- Honig Kultur und Tourismus Festival in Çelikhan 25. August–26. August
- Kunst und Kultur Festival in Tut 19. Juli–23. Juli

## Persönlichkeiten
- Missak Manouchian (1906–1944), armenischer Lyriker, Journalist und Kämpfer der Résistance
- Dengir Mir Mehmet Fırat (1943–2019), Politiker
- Sırrı Ayhan (* 1961), kurdischer Autor
- Sırrı Süreyya Önder (1962–2025), Regisseur, Schauspieler, Journalist und Abgeordneter